# Даровка (Херсонская область)
Даровка (укр. Дарівка) — село в Скадовской городской общине Скадовского района Херсонской области Украины. Расположено на берегу Каланчакского лимана (залива).
Население по переписи 2001 года составляло 200 человек. Почтовый индекс — 75704. Телефонный код — 5537. Код КОАТУУ — 6524784502.

## Местный совет
75751, Херсонская обл., Скадовский р-н, с. Тарасовка, ул. Черноморская, 51